# (500633) 2012 UK169
(500633) 2012 UK169 es un asteroide que forma parte del cinturón interior de asteroides más concretamente al grupo de Hungaria, descubierto el 17 de noviembre de 2001 por el equipo del Lincoln Near-Earth Asteroid Research desde el Laboratorio Lincoln, Socorro, Nuevo México, Estados Unidos.

## Designación y nombre
Designado provisionalmente como 2012 UK169. 

## Características orbitales
2012 UK169 está situado a una distancia media del Sol de 1,951 ua, pudiendo alejarse hasta 2,171 ua y acercarse hasta 1,732 ua. Su excentricidad es 0,112 y la inclinación orbital 19,03 grados. Emplea 995,959 días en completar una órbita alrededor del Sol.

## Características físicas
La magnitud absoluta de 2012 UK169 es 18. 